# Sophie Carle
Pour les articles homonymes, voir Carle.
Sophie Carle, née le 7 juin 1964 à Luxembourg, est une actrice et chanteuse luxembourgeoise.
Elle participe au concours de l'Eurovision en 1984 pour le Luxembourg et se classe en dixième position. Cette même année, elle tourne ce qui sera l'un de ses principaux rôles dans un long métrage le personnage de Véronique dans la comédie sentimentale À nous les garçons.
Sophie Carle n'est pas née à Luxembourg. Elle est de nationalité française. 

## Discographie
Elle sort un single, en 1984 intitulé 100 % d'amour.

## Filmographie

### Cinéma
- 1982 : Plus beau que moi, tu meurs[3]
- 1984 : Souvenirs souvenirs : Muriel
- 1984 : À nous les garçons : Véronique
- 1985 : Fumeurs de charme
- 1989 : Passe-passe (Quicker Than the Eye) : Silke
- 1991 : Triplex : Brigitte
- 1992 : Les Années campagne : Evelyne
- 1996 : Coup de vice de Patrick Levy : Natacha
- 2005 : Cavalcade

### Télévision
- 1986 : Bing (téléfilm)
- 1987 : L'Or noir de Lornac de Tony Flaadt : Odette
- 1987 : Napoleon et Josephine : A Love Story (série télévisée) : Claudine
- 1988 : Diventerò padre (téléfilm)
- 1989 : Câlins d'abord (série) : Malou
- 1990 : Edouard et ses filles de Michel Lang (série)
- 1990 : Le Gorille : Mlle Bondon (série)
- 1994 : Placé en Garde à Vue (série)
- 1998 : Peur blanche (téléfilm) : Nicole
- 2002 : Julie Lescaut, épisode 1 saison 11, Une jeune fille en danger de Klaus Biedermann : Lina
- 2003 : L'affaire Dominici : Germaine Perrin
- 2004 : Une femme d'honneur : Martine Poquet